# Koreelah-Nationalpark
Der Koreelah-Nationalpark ist ein Nationalpark im äußersten Nordosten des australischen Bundesstaates New South Wales, 631 km nördlich von Sydney und rund 40 km südöstlich von Warwick (Queensland) im nördlichen Teil der McPherson Range. Im Norden grenzt er an den Main-Range-Nationalpark in Queensland.
Westlich der White Swamp Road, etwa 10 km nördlich von Old Koreelah (am Mount Lindesay Highway) gibt es einen Campingplatz. Er besitzt eine Trockentoilette und einige Grillplätze, aber das Gras dort ist sehr hoch, weil die Rinder seit etwa 1999 von dort vertrieben wurden.
Die Hauptsehenswürdigkeit des Nationalparks ist eine Klamm des Koreelah Creek, eines Nebenflusses des Clarence River, direkt südwestlich dieses Campingplatzes. Am Ende dieser Klamm gibt es ein tiefes Wasserloch, das von 4 m hohen Felswänden umgeben ist. Von dort oben kann man ins Wasserloch springen. Weiter flussabwärts gibt es größere Wasserfälle, aber der Hauptteil der Klamm ist von Norden aus nur mit Kletterseilen zu erreichen. Bei Trockenheit ist das Wasser mit Algen verseucht.
Daneben findet man auch Stellen mit Gondwana-Regenwald im Park. Dort leben mehrere vom Aussterben bedrohte Vogel- und Wallabyarten.